# Marco Sciarra
Marco Sciarra é um personagem do filme 007 contra SPECTRE, o 24° da franquia cinematográfica do espião britânico James Bond, criado por Ian Fleming. Um personagem menor na trama, apesar de crucial para o enredo através de sua viúva, Lucia, que aparece e morre no início do filme enfrentando Bond. Foi interpretado pelo ator italiano Alessandro Cremona.

## No filme
Sciarra é um assassino e terrorista membro da SPECTRE enviado à Cidade do México para realizar um grande atentado na cidade durante a parada do Dia dos Mortos. Ele aparece no meio da multidão de smoking branco e usando uma máscara de caveira, costume tradicional entre os que participam da parada popular. Ele observa Bond, que vestido de fraque e cartola simulando uma caveira e acompanhado de uma mulher também mascarada entra num hotel. No quarto, Bond ouve através de uma escuta pré-instalada a conversa entre Sciarra e outros homens num prédio vizinho sobre a explosão de um estádio cheio de gente e sai armado pelos telhados para impedi-los; descoberto, tentam alvejá-lo. Ele se posiciona e atira no quarto onde o grupo se reúne, destruindo o quarto e parte do edifício. Sciarra escapa ferido e ensanguentado e Bond sai em sua perseguição.
Durante a perseguição entre a multidão que participa da parada, repentinamente um helicóptero pousa no meio da Praça Tolsa para recolher o criminoso. Bond o alcança e sobe junto no helicóptero, onde começa uma luta brutal, enquanto a aeronave balança perigosamente sobre a multidão abaixo. Bond consegue finalmente dominar Sciarra e o empurra para a morte abaixo pela porta a fora, jogando também o piloto no vazio. Em sua mão, fica um objeto que havia no dedo do terrorista: um anel com um polvo, marca símbolo da SPECTRE. Comparecendo depois ao enterro do mafioso em Roma para conseguir mais informações sobre para quem ele trabalhava, Bond conhece sua viúva, Lucia Sciarra, a quem salva a vida, ameaçada pelos capangas da SPECTRE, seduz, e consegue as pistas para ir atrás da organização terrorista.